# 戈雅克
戈雅克（法語：Gaujac，法語發音：[ɡoʒak]）是法国加尔省的一个市镇，属于尼姆区。

## 地理
戈雅克（44°4'44"N, 4°34'42"E）面积10.28 平方千米，位于法国奧克西塔尼大區加尔省，该省份为法国南部沿海省份，南端濒地中海，北起顺时针与阿尔代什省、沃克吕兹省、罗讷河口省、埃罗省、阿韦龙省和洛泽尔省接壤。
与戈雅克接壤的市镇（或旧市镇、城区）包括：拉卡佩勒和马斯莫莱讷、科诺、普济亚克、圣庞斯拉卡尔姆、特雷斯克。

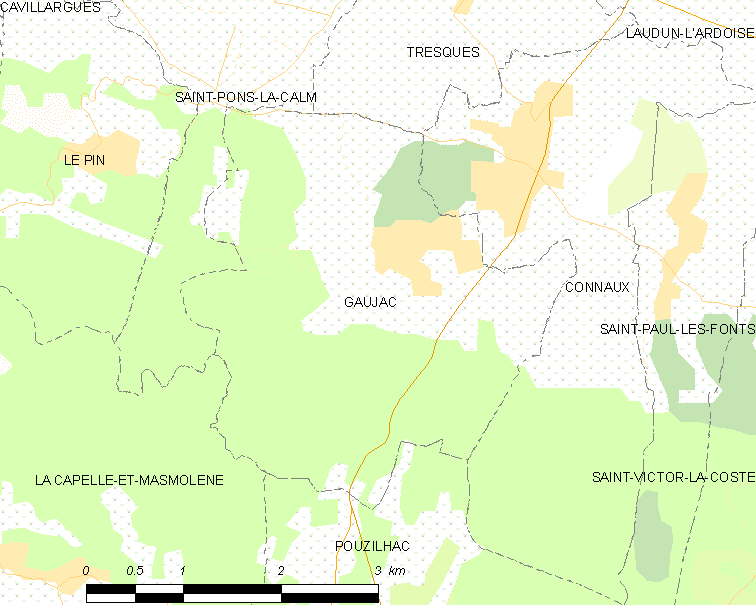
戈雅克的OSM定位图

戈雅克的时区为UTC+01:00、UTC+02:00（夏令时）。

## 行政
戈雅克的邮政编码为30330，INSEE市镇编码为30127。

## 政治
戈雅克所属的省级选区为塞兹河畔巴尼奥勒县。

## 人口

1962-2008年间戈雅克人口变化图示

戈雅克于2022年1月1日时的人口数量为1069人。